# Колосов Микола Андрійович
Микола Андрійович Колосов (13 березня 1909 , Курган, Тобольська губернія  — 19 квітня 1993 ) — радянський військовий політичний діяч, генерал-майор, начальник Політуправління Прикарпатського військового округу. Член Ревізійної Комісії КПУ в 1954—1956 р.

## Біографія
Народився 13 березня 1909 року в місті Курган, тепер Курганської області, Російська Федерація.
Член ВКП(б) з 1928 року.
У 1929 — 1931 р. — 1-й секретар Петропавловського міськрайонного комітету ВЛКСМ Казахської АРСР.
З 1931 року — в Червоній армії. Закінчив дворічне бронетанкове училище. Служити розпочав командиром взводу, був начальником штабу танкового батальйону.
У 1937 — 1939 р. — слухач Академії бронетанкових військ Червоної армії. З 1939 року — аспірант кафедри історії військового мистецтва і військовий комісар Академії бронетанкових військ Червоної армії.
Учасник німецько-радянської війни з 1941 року. Служив комісаром танкової дивізії, комісаром Управління формування і укомплектування автобронетанкових військ РСЧА, у вересні 1944 — серпні 1945 р. — начальником Політвідділу 8-го гвардійського танкового Червонопрапорного ордена Суворова корпусу.
Після війни — на політичній роботі в Радянській армії. У листопаді 1953 — грудні 1954 р. — начальник Політуправління Прикарпатського військового округу.
У 1961 році демобілізувався із Радянської армії. Працював першим директором Музею-панорами «Бородінська битва» у місті Москві.

## Звання
- полковий комісар
- полковник
- генерал-майор

## Нагороди
- два ордени Леніна
- орден Жовтневої Революції
- орден Знак Пошани
- орден Вітчизняної війни 1-го ст.
- орден Вітчизняної війни 2-го ст.
- три ордени Червоного Прапора
- два ордени Червоної Зірки
- польський орден Хрест Грюнвальду
- ордени
- медалі